# Tomoka Wakabayashi
Tomoka Wakabayashi (若林倫香, Wakabayashi Tomoka), née le 23 avril 1996 dans la préfecture d'Aichi, au Japon, est une chanteuse, idole japonaise du groupe de J-pop SKE48.